# Антоновка (Каховский район)
Антоновка (укр. Антонівка) — село в Константиновской сельской общине Каховского района Херсонской области Украины.
Население по переписи 2001 года составляло 483 человека. Почтовый индекс — 74641. Телефонный код — 5544. Код КОАТУУ — 6522680301.

## Местный совет
74641, Херсонская обл., Каховский р-н, с. Антоновка, ул. Восточная, 18